# August von Hennings

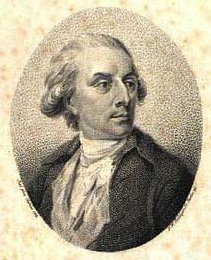
August Hennings, 1799.

August Adolph Friedrich von Hennings, född 19 juli 1746, död 17 maj 1826, var en dansk ämbetsman.
Hennings blev 1781 deputerad i kommerskollegiet, 1807 administrator för grevskapet Rantzau, slöt till sig Ernst Heinrich von Schimmelmann, Johann Friedrich Struensee och Ove Høegh-Guldberg men drogs med i den sistnämndes fall 1784. Hennings var en högst begåvad polyhistor, reformvän, rationalist och en synnerligen produktiv författare.